# Елдридж (Каліфорнія)
Елдридж (англ. Eldridge) — переписна місцевість (CDP) в США, в окрузі Сонома штату Каліфорнія. Населення — 1312 особи (2020).

## Географія
Елдридж розташований за координатами 38°20′2″ пн. ш. 122°30′23″ зх. д. / 38.33389° пн. ш. 122.50639° зх. д. (38.333887, -122.506518).  За даними Бюро перепису населення США в 2010 році переписна місцевість мала площу 1,69 км², уся площа — суходіл.

## Демографія
Згідно з переписом 2010 року, у переписній місцевості мешкали 1233 особи в 500 домогосподарствах у складі 316 родин. Густота населення становила 730 осіб/км².  Було 563 помешкання (333/км²).
Расовий склад населення:
| - 80,1 % — білих - 2,9 % — азіатів - 0,8 % — чорних або афроамериканців - 0,5 % — вихідців з тихоокеанських островів - 0,2 % — корінних американців - 11,7 % — осіб інших рас |

До двох чи більше рас належало 3,7 %. Частка іспаномовних становила 26,4 % від усіх жителів.
За віковим діапазоном населення розподілялося таким чином: 22,2 % — особи молодші 18 років, 66,8 % — особи у віці 18—64 років, 11,0 % — особи у віці 65 років та старші. Медіана віку мешканця становила 39,8 року. На 100 осіб жіночої статі у переписній місцевості припадало 100,8 чоловіків;  на 100 жінок у віці від 18 років та старших — 99,0 чоловіків також старших 18 років.
Середній дохід на одне домашнє господарство  становив 87 335 доларів США (медіана — 54 506), а середній дохід на одну сім'ю — 93 275 доларів (медіана — 54 923). За межею бідності перебувало 25,5 % осіб, у тому числі 18,8 % дітей у віці до 18 років та 0,0 % осіб у віці 65 років та старших.
Цивільне працевлаштоване населення становило 527 осіб. Основні галузі зайнятості: будівництво — 25,2 %, виробництво — 16,7 %, освіта, охорона здоров'я та соціальна допомога — 15,6 %.